# Jens Christian Djurhuus
Jens Christian Djurhuus (21. august 1773 – 21. november 1853) var en færøsk forfatter, far til Jens Hendrik Djurhuus.
Djurhuus var den fjerde søn af Johan Christian Djurhuus (1741–1815) og Maria Rønning (1741–1807). De boede i Nes, Eysturoy, hvor hans danske farfar Christen Djurhuus (1708–1775) var præst. I 1797 giftede han sig med Jóhanna Maria Jensdóttir fra Kollafjørður, hun var datter af Jens Didriksen, Við Sjógv. Da hun var hans eneste barn, arvede hun bondegården. Parret flyttede til bondegården samme år, som de blev gift. Bondegården blev bygdens kulturelle centrum. Jens Christian Djurhuus var en af de første som skrev digte på færøsk. Han og Nólsoyar Páll (Poul Nolsøe) skrev begge færøske kvad, og må regnes at være blandt de vigtigste færøske digtere i første halvdel af 1800-tallet.
Den digtart, som han er mest kendt for, er det færøske kvad eller kæmpevise (folkevise). 
Han har bl.a. digtet Ormurin langi, som handler om slaget ved Svold, som kendes fra Snorre Sturlesøns Heimskringla. Derudover har han også digtet Sigmundskvadet og Leivur Øssursson (digtede om emner, indeholdte i Færingesaga), Púkaljómur (et religiøst digt, nærmest efter Miltons Paradise lost som forbillede) og Lorvikspáll (en satirisk vise).